# 庞巴尔侯爵广场

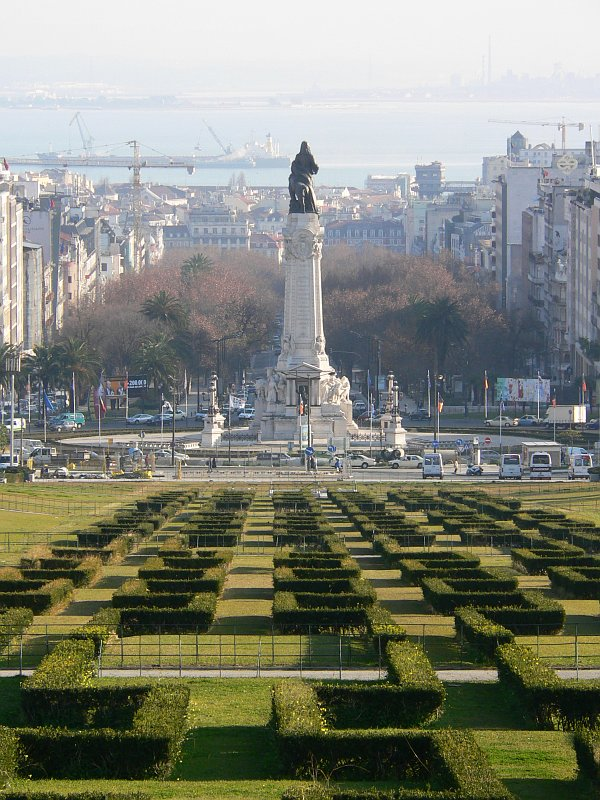
从爱德华七世公园看庞巴尔侯爵广场

庞巴尔侯爵广场（葡萄牙語：Praça do Marquês de Pombal）是葡萄牙首都里斯本的重要环形广场，介于自由大马路（Avenida da Liberdade）和爱德华七世公园之间。
庞巴尔侯爵广场是几条重要大街的汇集点：自由大马路、Loulé公爵大马路（Duque de Loulé）、梨树泉大马路（Fontes Pereira de Melo）、Braamcamp街和阿吉亚尔街（Joaquim António de Aguiar）。 
广场得名于1750年至1777年的葡萄牙强大的首相庞巴尔侯爵，在广场中央是巨大圆柱，建于1917年至1934年，顶部是他的铜像，身边是一只狮子 - 权力的象征。侯爵面向着庞巴尔下城（Baixa Pombalina），该区是在灾难性的1755年里斯本大地震之后，在他的领导下重建。
里斯本地铁的蓝线和黄线停靠庞巴尔侯爵站，1998年3月以前称为圆环站。18条巴士线路到达广场。